# Costera loheri
Costera loheri är en ljungväxtart som först beskrevs av Elmer Drew Merrill, och fick sitt nu gällande namn av Airy-shaw och J. J. Smith. Costera loheri ingår i släktet Costera, och familjen ljungväxter. Inga underarter finns listade i Catalogue of Life.